# Liste der Biografien/Gao
Liste der Biografien |
Portal Biografien |
Personensuche
# |
A |
B |
C |
D |
E |
F |
G |
H |
I |
J |
K |
L |
M |
N |
O |
P |
Q |
R |
S |
T |
U |
V |
W |
X |
Y |
Z |
?
 
Ga |
Gb |
Gc |
Gd |
Ge |
Gf |
Gh |
Gi |
Gj |
Gk |
Gl |
Gm |
Gn |
Go |
Gp |
Gq |
Gr |
Gs |
Gu |
Gv |
Gw |
Gy |
Gz
 
Gaa |
Gab |
Gac |
Gad |
Gae |
Gaf |
Gag |
Gah |
Gai |
Gaj |
Gak |
Gal |
Gam |
Gan |
Gao |
Gap |
Gaq |
Gar |
Gas |
Gat |
Gau |
Gav |
Gaw |
Gax |
Gay |
Gaz
Die Liste der Biografien führt alle Personen auf, die in der deutschsprachigen Wikipedia einen Artikel haben. Dieses ist eine Teilliste mit 67 Einträgen von Personen, deren Namen mit den Buchstaben „Gao“ beginnt.

## Gao
- Gao, antiker König des alten China
- Gao Changli (* 1937), chinesischer Politiker (Volksrepublik China), Justizminister
- Gao Feng (* 1982), chinesische Judoka
- Gao Hong (* 1967), chinesische Fußballspielerin
- Gao Hongxia (* 1973), chinesische Fußballspielerin
- Gao Lei (* 1992), chinesischer Trampolinturner
- Gao Yang (* 2004), chinesischer Snookerspieler
- Gao Yulan (* 1982), chinesische Ruderin
- Gao Zhisheng (* 1964), chinesischer Bürgerrechtsanwalt
- Gao, Chen (* 1992), chinesische Fußballspielerin
- Gao, Deng († 1148), chinesischer Beamter und Literat
- Gao, Dezhan (* 1932), chinesischer Politiker (Volksrepublik China)
- Gao, E (* 1962), chinesische Sportschützin
- Gao, Fenglian (* 1964), chinesische Judoka
- Gao, Gang († 1954), chinesischer KP-Funktionär
- Gao, George F. (* 1961), chinesischer Virologe
- Gao, Godfrey (1984–2019), taiwanisch-kanadischer Schauspieler und ModelGodfrey Gao (1984–2019)

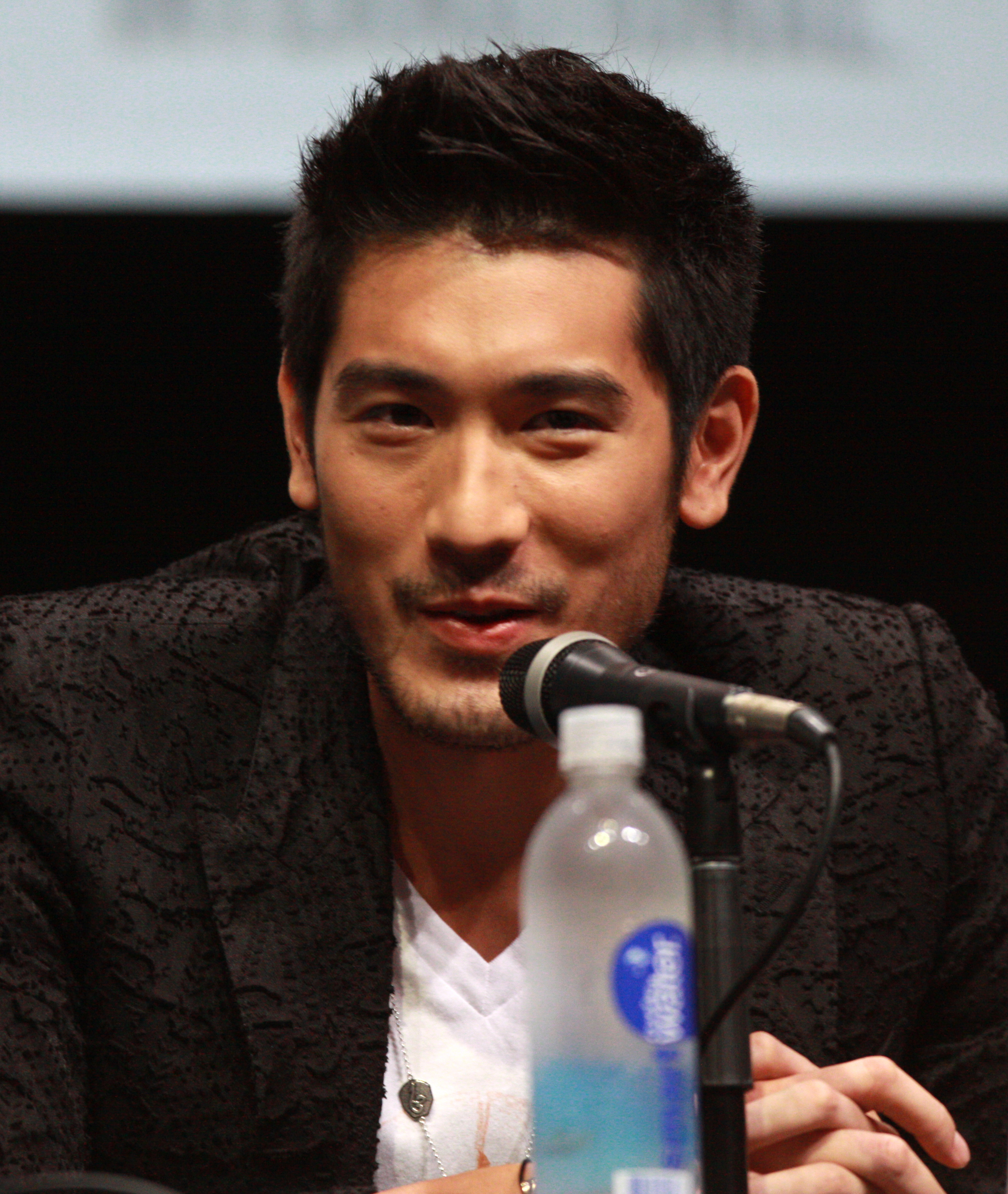
Godfrey Gao (1984–2019)

- Gao, Grace (* 1989), kanadische Badmintonspielerin
- Gao, Hongbo (* 1966), chinesischer Fußballspieler und Fußballtrainer
- Gao, Huajian (* 1963), US-amerikanischer Ingenieurwissenschaftler
- Gao, Huan (* 1990), chinesischer Badmintonspieler
- Gao, Jianfu (1879–1951), chinesischer Maler
- Gao, Jing (* 1975), chinesische Sportschützin
- Gao, Joseph Hong-xiao (1945–2022), chinesischer Ordensgeistlicher, römisch-katholischer Erzbischof von Kaifeng
- Gao, Jun (* 1969), amerikanische Tischtennisspielerin
- Gao, Kegong (1248–1310), chinesischer Maler der Yuan-Dynastie
- Gao, Lian († 1603), chinesischer Autor von Theaterstücken und enzyklopädischen Werken
- Gao, Lin (* 1986), chinesischer Fußballspieler
- Gao, Ling (* 1979), chinesische Badmintonspielerin
- Gao, Min (* 1970), chinesische Kunstspringerin
- Gao, Niansheng (* 1932), chinesischer Germanist und Übersetzer
- Gao, Ning (* 1982), singapurischer Tischtennisspieler
- Gao, Qifeng (1889–1933), chinesischer Maler
- Gao, Shangquan (1929–2021), chinesischer Wirtschaftswissenschaftler
- Gao, Shun († 198), chinesischer General
- Gao, Shuying (* 1979), chinesische Stabhochspringerin
- Gao, Tianyi (* 1998), chinesischer Fußballspieler
- Gao, Tianyu (* 2001), chinesischer Fußballspieler
- Gao, Tingyu (* 1997), chinesischer Eisschnellläufer
- Gao, Wan (* 1987), chinesischer Tennisspieler
- Gao, Wenxiu († 1290), Autor von zaju-Dramen
- Gao, Xiaosheng (1928–1999), chinesischer Schriftsteller
- Gao, Xiaoxia (1919–1998), chinesische Chemikerin und Hochschullehrerin
- Gao, Xin (* 1994), chinesischer Tennisspieler
- Gao, Xingjian (* 1940), chinesischer Erzähler, Übersetzer, Dramatiker, Regisseur, Kritiker und KünstlerGao Xingjian (* 1940)

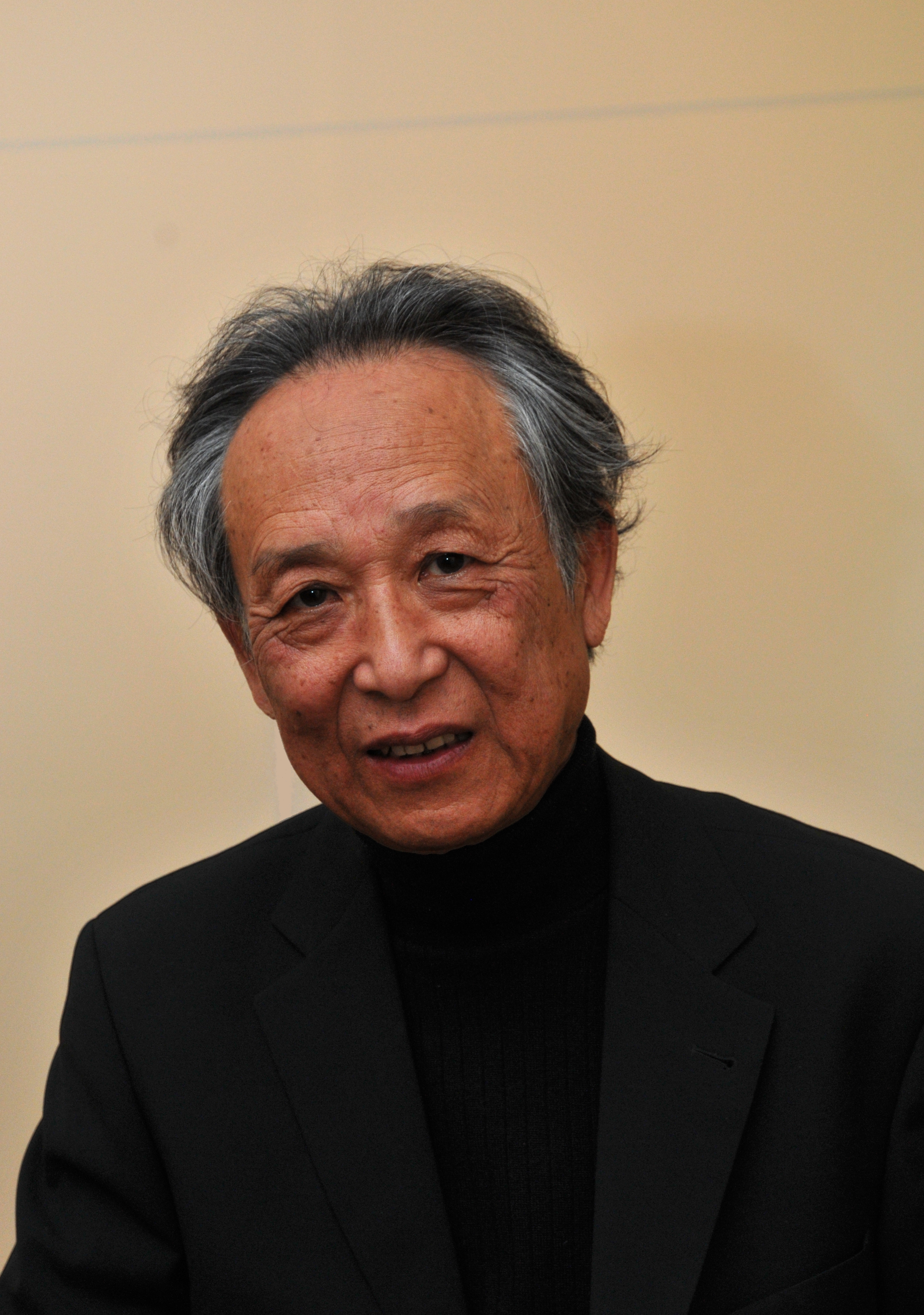
Gao Xingjian (* 1940)

- Gao, Xinglong (* 1994), chinesischer Weitspringer
- Gao, Xinyu (* 1997), chinesische Tennisspielerin
- Gao, Xuefeng (* 1980), chinesischer Eisschnellläufer
- Gao, Xuejie, chinesischer Klimawissenschaftler
- Gao, Yang (* 1993), chinesische Kugelstoßerin
- Gao, Yu (* 1944), chinesische Journalistin und Regimekritikerin
- Gao, Yunfeng (* 1967), chinesischer Unternehmer und Investor
- Gao, Zhiguo (* 1955), chinesischer Jurist, Richter am Internationalen Seegerichtshof (2008–2020)

### Gaob
- Gaobaeb, Hendrik (* 1964), namibischer Politiker der UDF

### Gaoh
- Gaoh, Abdou (1922–1992), nigrischer Politiker
- Gaoh, Amadou (1925–2015), nigrischer Politiker
- Gaoh, Aminatou (* 1961), nigrische Diplomatin
- Gaoh, Daddy (1906–1973), nigrischer Politiker

### Gaom
- Gaombalet, Célestin (1942–2017), zentralafrikanischer Politiker und Premierminister

### Gaon
- Gaon von Wilna (1720–1797), Rabbi und GelehrterGaon von Wilna (1720–1797)

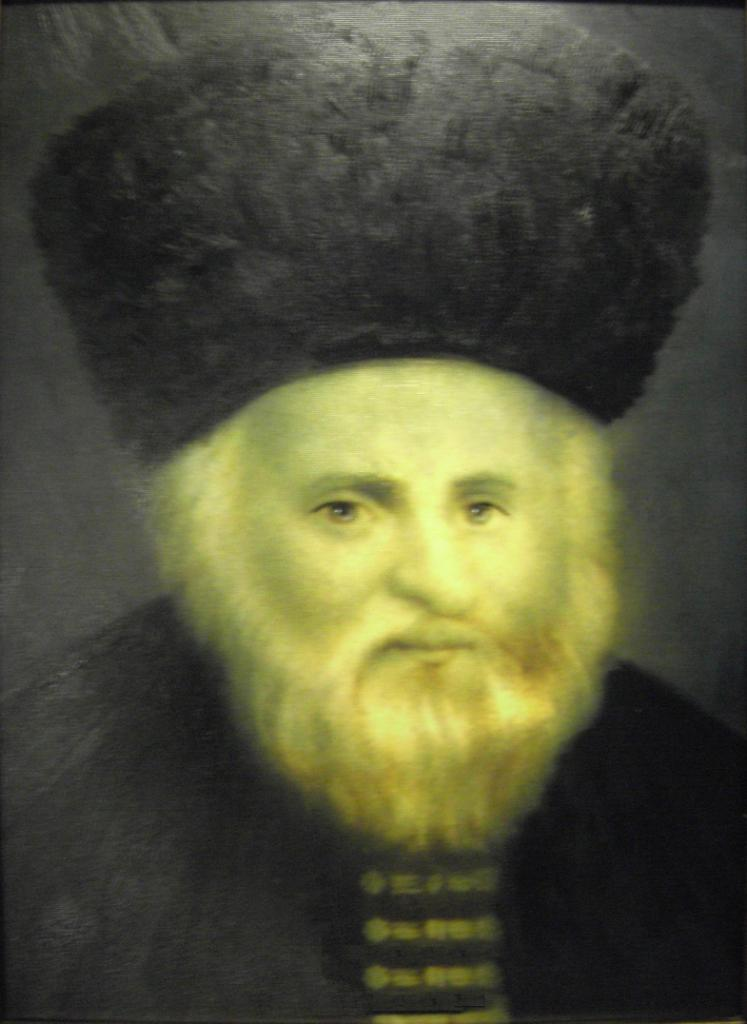
Gaon von Wilna (1720–1797)

- Gaon, Saadia (882–942), Rabbiner, jüdischer Philosoph und Grammatiker
- Gaon, Yehoram (* 1939), israelischer Sänger und Schauspieler

### Gaos
- Gaos, Andrés (1874–1959), spanischer Violinist, Komponist und Musikpädagoge
- Gaos, José (1900–1969), spanischer und mexikanischer Philosoph
- Gaos, Lola (1921–1993), spanische Schauspielerin

### Gaou
- Gaoua, Célestin-Marie (* 1957), togoischer Geistlicher, römisch-katholischer Bischof von Sokodé
- Gaouaoui, Lounès (* 1977), algerischer Fußballtorhüter